# Behind the Cow

Behind the Cow è una canzone del gruppo tedesco Scooter con la partecipazione del rapper americano Fatman Scoop. Presentata in anteprima al programma televisivo tedesco  The Dome 40 a Düsseldorf il 1º dicembre 2006, è stata pubblicata il 19 gennaio 2007 come primo singolo dal dodicesimo album in studio degli Scooter, The Ultimate Aural Orgasm. 
Jeff "Mantas" Dunn suona la chitarra nel brano. 
Behind the Cow campiona musica e testi dalla canzone dei the KLF What Time Is Love? e musica dalla canzone dei Blue Öyster Cult (Don't Fear) The Reaper.

## Video musicale
Il video è stato girato in India, dove la band ha causato polemiche dipingendo una mucca, animale considerato sacro in India.

## Tracce
CD singolo
1. Behind the Cow (Radio Version) – 3:36
2. Behind the Cow (Extended Version) – 6:33
3. Behind the Cow (Spencer & Hill Bigroom Mix) – 6:32
4. Behind the Cow (Spencer & Hill Dub Radio Edit) – 2:54
5. Taj Mahal – 3:27

12-inch
1. Behind the Cow (Extended Version) – 6:22
2. Behind the Cow (Spencer & Hill Bigroom Mix) – 6:32
3. Behind the Cow (Spencer & Hill Dub Mix) – 5:57